# Grace Park
Grace Park, född 14 mars 1974 i Los Angeles, Kalifornien, är en  amerikansk skådespelare som är uppväxt i Kanada och med amerikanskt-koreanskt ursprung. Mest känd är hon från science fiction-serien Battlestar Galactica samt tv-serien Hawaii Five-0.

## Filmografi i urval
- 2000 – Romeo Must Die - asiatisk dansös
- 2004 – Battlestar Galactica (TV-serie)
- 2010 - 2017 – Hawaii Five-0 (TV-serie) - Kono Kalakaua
- 2018 – A Million Little Things (TV-serie) - Katherine Kim